# 玉来川
玉来川（たまらいがわ）は、熊本県及び大分県を流れる大野川水系の一級河川である。源流部は阿蘇くじゅう国立公園の指定区域に含まれている。

## 概要
熊本県の瀬の本高原に端を発し、上田尻牧場の丘陵の西側に沿って流れ、丘陵の東側を流れる沢と合流する。合流地点の近隣では名水百選に選定されている池山水源の豊富な水量で流量を増し、多数の谷川を併合しながら、大蘇ダムのある大蘇川と合流し阿蘇郡産山村の中心部を流れる。
熊本県と大分県との県境からはV字谷を形成し、魚釣戸滝で吐合川と合流した後、竹田湧水群等を水源とする河川を併合。稲葉川と並流して蛇行を繰り返し複雑な地形を形成しながら、竹田市市街南方で大野川と合流する。合流点の約0;5km下流には竹田調整池堰（竹田ダム、魚住ダム）が設けられており、合流点付近は竹田調整池堰によって形成された人造湖の一部となっている。

### 河川名の見直し
熊本県産山村内では、古くは山鹿川（やまががわ）と呼ばれ地元中学校の校歌にも詠み込まれている河川であるが、1966年、一級河川の指定を受けた際に、下流の竹田市内の名称である玉来川に統一された経緯がある。2018年、産山村の中学生で作る「子ども議会」において、名称をもとに戻す提案がなされたこともあり、村内に限り山鹿川へ再変更する検討が進められている。

## 水害
1953年（昭和28年）の昭和28年西日本水害、1982年（昭和57年）の昭和57年7月豪雨（竹田水害）や1990年（平成2年）7月2日の平成2年梅雨前線豪雨（豊肥水害）等で、玉来川・稲葉川がたびたび氾濫。豊肥水害では、竹田市で死者4人、負傷者33人を出し、被害額は約275億円に上った。
このように頻発する水害への対策として、1991年（平成2年）に竹田水害緊急治水ダム建設事業が事業採択され、稲葉川の稲葉ダム及び本川の玉来ダムの建設が決定した。しかし、稲葉ダムが2003年（平成15年）に着工し2010年（平成22年）に竣工したのに対して、玉来ダムは2009年（平成21年）にダムの位置及び形式が決定したものの、民主党への政権交代後の2010年（平成22年）9月にダム事業の検証に係る検討の対象となり、2011年（平成23年）10月に事業継続の方針が決定している。2011年度中に事業着工した場合の完成予定は2017年度。
2012年（平成24年）7月中旬の九州北部豪雨では、上流のダムが完成していた地域では被害は無かったが、竹田市では玉来川が氾濫し、広範囲に浸水。橋が崩落したり、さらには住宅が流される等の被害を受けた。この状況について、当時自由民主党の総裁であった谷垣禎一は、事業仕分けでダムの建設が延期されていた箇所が氾濫していると主張し、同市を地盤とする衆議院議員衛藤征士郎は、現地では玉来ダムができていれば洪水は起きなかったとの声が多いと指摘した。これに対し、民主党の参議院議員大河原雅子は同年7月30日の参議院決算委員会で、完成予定は当初から2017年であり自公政権が続いていたとしてもダムは完成していなかったと指摘している。また、公益社団法人土木学会の調査では、堰や橋梁などの河川横断構造物について検討し、魚住ダム（竹田調整池堰）のせき上げや阿蔵新橋および玉来新橋の橋脚に流木が集積し水位を上昇させた可能性を指摘。洪水の原因は、経験のない大雨が短期間に降ったことと、それにより発生した流木による流水断面積の減少であると推測している。ただし、この調査では、洪水調節を目的とする玉来ダムが建設されていた場合の洪水への影響については言及はない。

## 池山水源

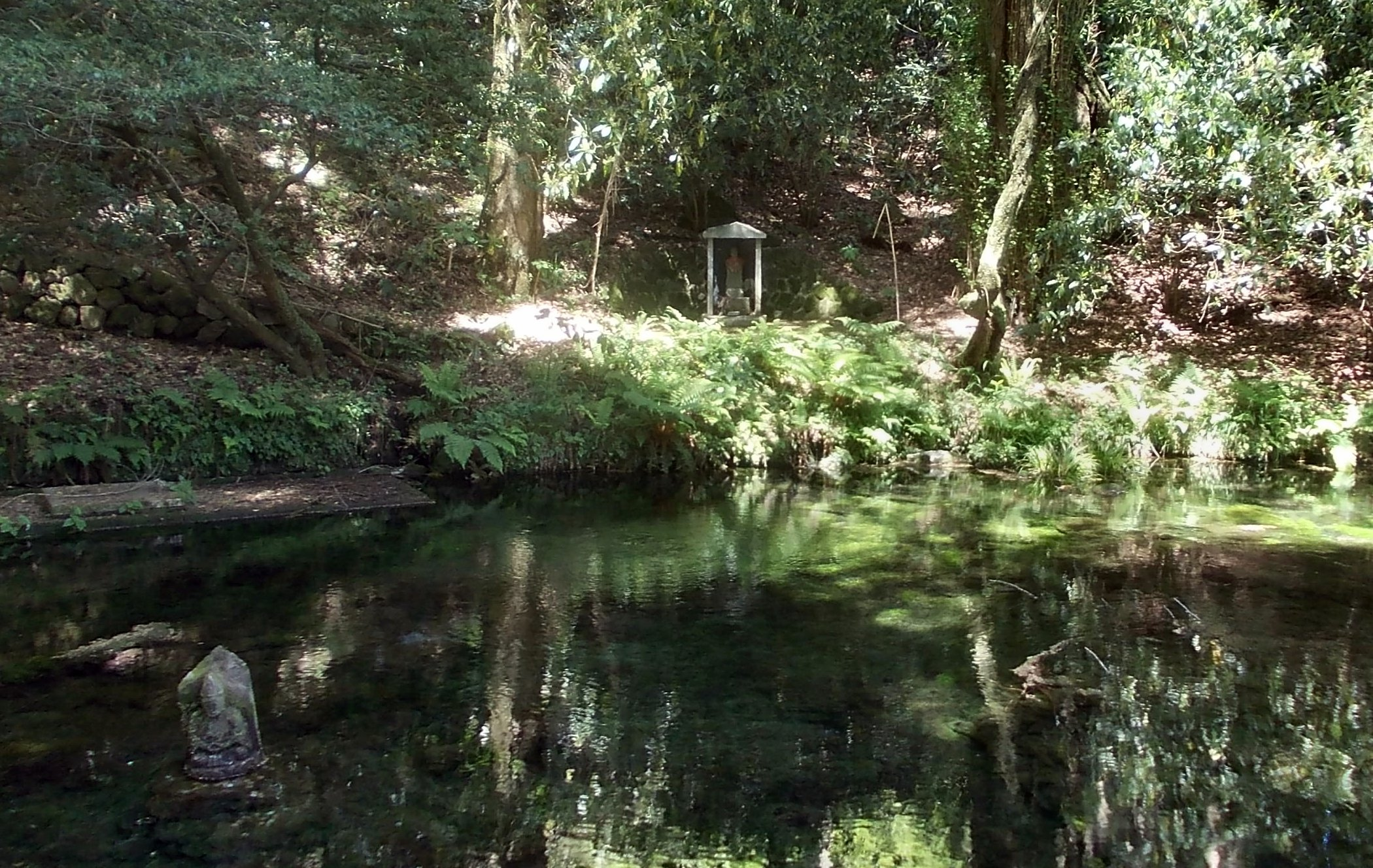
池山水源

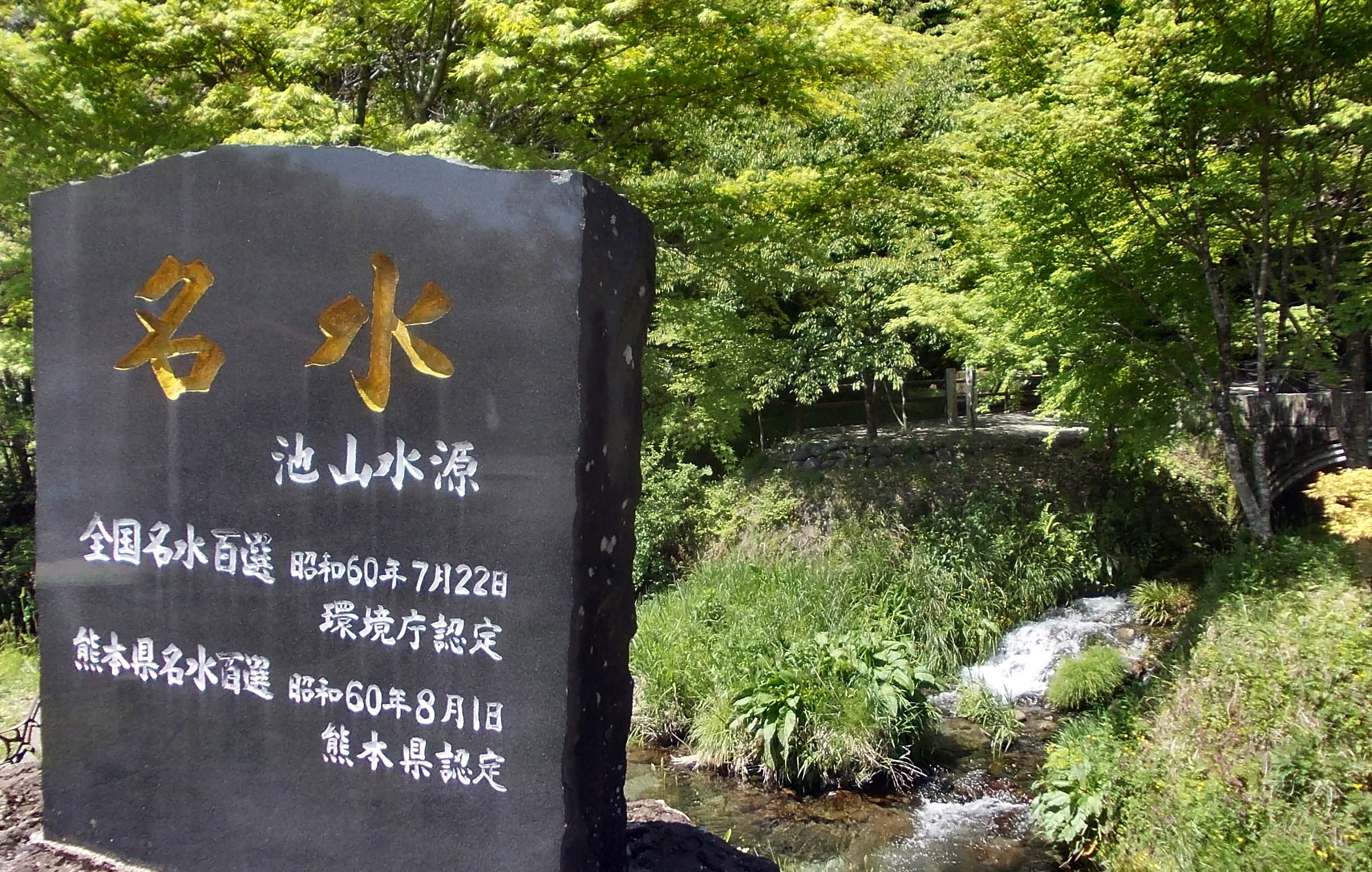
名水百選記念碑

池山水源（いけやますいげん）は、熊本県阿蘇郡産山村大字田尻14-1にある湧水である。通年13.5℃の水温を保ち、30t/分の豊富な中間硬水の地下水で、1985年（昭和60年）に名水百選に選定されている。産山村の村おこしとして販売も行われている。

### 交通
- JR九州豊肥本線宮地駅よりタクシーで40分
- 九州自動車道熊本インターチェンジより58㎞ やまなみハイウェイ上田尻牧場分岐

## 流域の自治体
- 熊本県
  - 阿蘇郡南小国町、産山村
- 大分県
  - 竹田市

## 支流
- 大蘇川
- 吐合川
- 滝水川

- 山の口川
- 藤渡川
- 矢倉川